# 靈樹如敏
靈樹如敏（9世纪？—918年），五代十国僧人，福州人。
他住在韶州靈樹山。南汉烈宗、南汉高祖兄弟尊他爲知聖大師。有人問佛法至理如何，如敏展手而已。又問年寿多少，回答：“今日生，來朝死。”居住在岭南四十餘年。南汉高祖称帝，有军事行动，將去见如敏为吉凶，如敏先知，恬然坐逝。高祖来到后，問：“何時得病？”僧人回答：“師父無疾，留下一緘，令呈大王。”開函，得一帖子，写着“人天眼目，堂中上座”，南汉高祖知其意，于是罢兵。后召首座登堂説法，即雲門文偃。将如敏火化，得舍利无数，賜號靈樹禪師。